# Food Union
Food Union ist eine internationale Unternehmensgruppe mit lettischen Wurzeln. Kerngeschäft des Unternehmens sind Milchprodukte und Speiseeis. Größter Anteilseigner ist der Gründer Andrejs Beshmeļņickis. Nach Aussage des dänischen Handelsregisters sind die Kasachen Jewgeni Feld und Askar Alschinbajew weitere Anteilseigner.

## Der Gründer
Andrejs Beshmeļņickis (* 25. März 1967 in Lugansk, russisch Андрей Анатольевич Бесхмельницкий) studierte Ende der 1980er Jahre an der Pädagogischen Hochschule Stawropol und war kurzzeitig Profifußballer. In den 1990er und 2000er Jahren folgten weitere Tätigkeiten zum Beispiel in der Landwirtschaftsabteilung von Banken und bei Unimilk, zuletzt als CEO eines Joint Ventures von Unimilk und Danone. 2011 wurde Beshmeļņickis größter Aktionär von Rigas piena kombināts. Im Jahr darauf gründete er Food Union.

## Geschichte
Food Union entstand 2012 durch Zusammenschluss der Unternehmen Rīgas piena kombināts (Umsatz 2017: 81 Mio. EUR) und Valmieras piens (Umsatz 2017: 33 Mio. EUR).

## Unternehmen der Gruppe
(Quelle: )

### Alpin57Lux
Alpin 57 Lux srl ist ein rumänischer Hersteller von Speiseeis mit Sitz in Sebeș. Das 1994 gegründete Unternehmen gehört seit 2016 zu Food Union.

### Den Norske Isbilen
Den Norske Isbilen AS ist seit 1996 als Direktvertreiber von Tiefkühlkost und Speiseeis und in Norwegen tätig.

### Food Union China
Food Union China besteht aus dem Büro in Shanghai und zwei Produktionsstätten. Seit 2015 werden Milchprodukte für den chinesischen Markt produziert.

### Hejm Is
Hejm Is ist ein seit 1976 bekannter Anbieter von Speiseeis in Kolding (Dänemark). Heute gehört Hejm Is zur Mejerigaarden A/S in Viby.

### Isbjørn Is
Der Anbieter von Speiseeis aus Bergen war über 50 Jahre ein familiengeführtes Unternehmen an der Westküste Norwegens, bis es 2016 ein Teil von Food Union wurde.

### Premia
Premia KPC in Litauen und Premia TKH in Estland sind traditionsreiche Speiseeishersteller.

### Premier Is
Premier Is ist Dänemarks ältester (seit 1933) und größter Hersteller von Speiseeis. Seit 2015 gehört das Unternehmen aus Thisted zu Food Union.

### Rīgas piena kombināts
Rīgas piena kombināts ist der größte Milch- und Eiscremeproduzent in Lettland. Es wurde 1928 gegründet und ist seit der Gründung der Gruppe im Jahr 2012 Teil von Food Union.

### Valmieras piens
Valmieras piens gehört zu den ältesten lettischen Milchproduzenten und ist seit ihrer Gründung im Jahr 2012 Teil der Food Union Group. Das Unternehmen wurde 1923 in der Stadt Valmiera gegründet. Das Unternehmen ist auf die Herstellung von traditionellen und fermentierten Milchprodukten sowie Käse, Pfannkuchen und Milchpulver spezialisiert.

### Sonstige
Zwischenzeitlich gehörten Ингман мороженое in Gomel und Хладокомбинат №1 in Sankt Petersburg zu Food Union.